# Bartolomeo Ambrosini
Bartolomeo Ambrosini (Bolonha, 1588 — Bolonha, 3 de fevereiro de 1657) foi um médico e botânico italiano.

## Biografia
Ambrosini foi aluno de Ulisse Aldrovandi, e publicou muitas de suas obras, e, a quem sucedeu posteriormente como diretor do jardim botânico da universidade de Bolonha. Estudou na universidade, e tornou-se, sucessivamente, professor de filosofia, de botânica e de medicina, e durante a peste de 1630 em Bolonha, trabalhou assiduamente para o alívio dos sofredores e no ano seguinte publicou Modo e facile preserva, è cura di peste a beneficio de popolo di Bologna.
Foi autor de várias obras médicas de alguma importância em sua época. Em 1630 publicou Capsicorum Varietate cum suis iconibus; accessit panacea ex herbis quæ a sanctis demominantus, Theorica medicina in tabulas veluti digesta (1632), Pulsibus (1645).
Seu irmão, Giacinto Ambrosini (1605-1672), foi um botânico famoso, que o sucedeu como professor de botânica e diretor do jardim botânico da universidade de Bolonha em 1657.